# Chèvre de bois
| Éléments du cycle sexagésimal 干支 | Éléments du cycle sexagésimal 干支 | Éléments du cycle sexagésimal 干支 | Éléments du cycle sexagésimal 干支 | Éléments du cycle sexagésimal 干支 | Éléments du cycle sexagésimal 干支 | Éléments du cycle sexagésimal 干支 | Éléments du cycle sexagésimal 干支 | Éléments du cycle sexagésimal 干支 | Éléments du cycle sexagésimal 干支 | Éléments du cycle sexagésimal 干支 | Éléments du cycle sexagésimal 干支 |
| ---------------------------------- | ---------------------------------- | ---------------------------------- | ---------------------------------- | ---------------------------------- | ---------------------------------- | ---------------------------------- | ---------------------------------- | ---------------------------------- | ---------------------------------- | ---------------------------------- | ---------------------------------- |
| 01 Rat bois                        | 02 Buffle bois                     | 03 Tigre feu                       | 04 Lièvre feu                      | 05 Dragon terre                    | 06 Serpent terre                   | 07 Cheval métal                    | 08 Chèvre métal                    | 09 Singe eau                       | 10 Coq eau                         | 11 Chien bois                      | 12 Cochon bois                     |
| 13 Rat feu                         | 14 Buffle feu                      | 15 Tigre terre                     | 16 Lièvre terre                    | 17 Dragon métal                    | 18 Serpent métal                   | 19 Cheval eau                      | 20 Chèvre eau                      | 21 Singe bois                      | 22 Coq bois                        | 23 Chien feu                       | 24 Cochon feu                      |
| 25 Rat terre                       | 26 Buffle terre                    | 27 Tigre métal                     | 28 Lièvre métal                    | 29 Dragon eau                      | 30 Serpent eau                     | 31 Cheval bois                     | 32 Chèvre bois                     | 33 Singe feu                       | 34 Coq feu                         | 35 Chien terre                     | 36 Cochon terre                    |
| 37 Rat métal                       | 38 Buffle métal                    | 39 Tigre eau                       | 40 Lièvre eau                      | 41 Dragon bois                     | 42 Serpent bois                    | 43 Cheval feu                      | 44 Chèvre feu                      | 45 Singe terre                     | 46 Coq terre                       | 47 Chien métal                     | 48 Cochon métal                    |
| 49 Rat eau                         | 50 Buffle eau                      | 51 Tigre bois                      | 52 Lièvre bois                     | 53 Dragon feu                      | 54 Serpent feu                     | 55 Cheval terre                    | 56 Chèvre terre                    | 57 Singe métal                     | 58 Coq métal                       | 59 Chien eau                       | 60 Cochon eau                      |

La chèvre de bois est le trente-deuxième élément du cycle sexagésimal chinois. Il est appelé yiwei ou yi-wei en chinois (chinois traditionnel et simplifié : 乙未 ; pinyin : yǐwèi),   eulmi en coréen,  itsubi en japonais et Ất mùi  en vietnamien.  Il est précédé par le cheval de bois et suivi par le singe de feu.
À la tige céleste yi est associé le yin et l'élément bois, et par la branche terrestre wei, le yin, l'élément terre et le signe de la chèvre.

## Années de la chèvre de bois
La transition vers le calendrier grégorien se fait en multipliant par soixante et en ajoutant trente-cinq. Sont ainsi appelées année de la chèvre de bois les années :

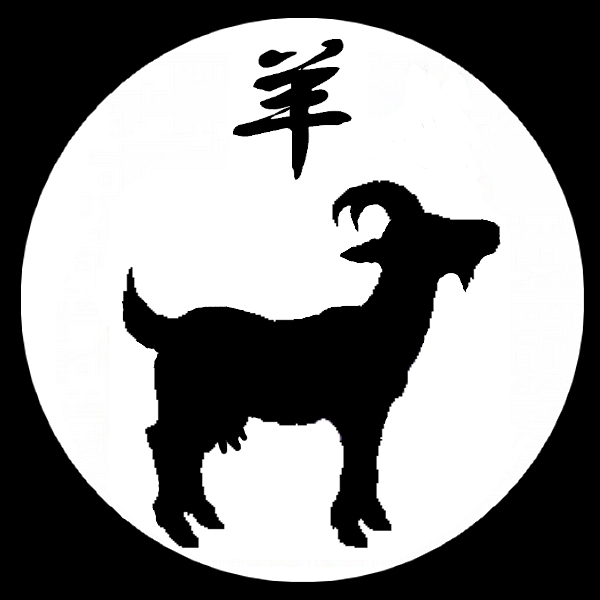
Signe astrologique chinois'La CHÈVRE

| Ier millénaire                                                                                      | IIe millénaire                                                                                                  | IIIe millénaire |
| --------------------------------------------------------------------------------------------------- | --- | --- |
| - 35 - 95 - 155 - 215 - 275 - 335 - 395 - 455 - 515 - 575 - 635 - 695 - 755 - 815 - 875 - 935 - 995 | - 1055 - 1115 - 1175 - 1235 - 1295 - 1355 - 1415 - 1475 - 1535 - 1595 - 1655 - 1715 - 1775 - 1835 - 1895 - 1955 | - 2015 - 2075 - 2135 - 2195 - 2255 - 2315 - 2375 - 2435 - 2495 - 2555 - 2615 - 2675 - 2735 - 2795 - 2855 - 2915 - 2975 |